# Ys (computerspelserie)
Ys (Japans: イース, uitspraak: ies) is een serie computerspellen in het genre actierollenspel (ARPG) die werd ontwikkeld door Nihon Falcom. Het eerste spel verscheen op 21 juni 1987 voor de PC-8801. Ys-spellen zijn ook geporteerd naar talloze andere spelcomputers, zoals de X1, MSX2, FM-7, PC-9801, X68000, Master System, Mega Drive, Saturn, NES, DS, Windows, PlayStation 2, PSP, TurboGrafx-CD, Apple IIgs, smartphones, Super NES, Vita, PlayStation 4 en de Switch.
In 2017 zijn er wereldwijd meer dan 4,8 miljoen exemplaren verkocht.

## Spel
De Ys-serie beschrijft de avonturen van Adol Christin, een jonge man met een passie voor avontuur en een bijzondere handigheid om op het juiste moment op de juiste plaats te zijn. De gameplay draait meestal rond Adol, hoewel zijn kameraad Dogi regelmatig meeloopt tijdens zijn reizen. Tot nu toe heeft Adol de regio's Esteria, Ys, Celceta, Felghana, Xandria, de Canaan-eilanden en Altago bezocht.

## Gameplay
In de vroege spellen gebruikt de speler de D-pad voor het aangeven van richting, om vervolgens het gevecht aan te gaan. In tegenstelling tot veel andere rollenspellen uit die tijd zal Adol automatisch zijn vijanden aanvallen.
Een andere functie zijn de herstellende levenspunten, die daarvoor alleen nog in de Hydlide-serie werd toegepast. Dit spelprincipe werd later gemeengoed in veel andere computerspellen.

## Spellen in de serie
| Jaar | Titel                                          | Platform                                                | Opmerkingen                                     |
| ---- | ---------------------------------------------- | ------------------------------------------------------- | ----------------------------------------------- |
| 1987 | Ys I: Ancient Ys Vanished                      | PC-8801, MSX2                                           |                                                 |
| 1988 | Ys II: Ancient Ys Vanished – The Final Chapter | PC-8801, PC-9801, MSX2                                  | Alleen uitgekomen in Japan                      |
| 1989 | Ys III: Wanderers from Ys                      | PC-8801, PC-9801, MSX2                                  | Alleen uitgekomen in Japan en VS                |
| 1993 | Ys IV: Mask of the Sun                         | Super Famicom                                           | Alleen uitgekomen in Japan                      |
| 1995 | Ys V: Ushinawareta Sunano Miyako Kefin         | Super Famicom                                           | Alleen uitgekomen in Japan                      |
| 2003 | Ys VI: The Ark of Napishtim                    | Windows                                                 |                                                 |
| 2006 | Ys Origin                                      | Windows                                                 |                                                 |
| 2009 | Ys Seven                                       | PlayStation Portable                                    |                                                 |
| 2016 | Ys VIII: Lacrimosa of Dana                     | PlayStation Vita                                        |                                                 |
| 2019 | Ys IX: Monstrum Nox                            | PlayStation 4, Windows, Switch, Stadia                  | In Japan uitgekomen in 2019, wereldwijd in 2021 |
| 2023 | Ys X: Nordics                                  | Windows, PlayStation 4, PlayStation 5, Switch, Switch 2 | In Japan uitgekomen in 2023, wereldwijd in 2024 |

### Spin-offs
| Jaar | Titel                                   | Platform             | Opmerkingen                           |
| ---- | --------------------------------------- | -------------------- | ------------------------------------- |
| 1993 | Ys IV: The Dawn of Ys                   | PC Engine-CD         | Alleen uitgebracht in Japan           |
| 2006 | Ys Strategy                             | Nintendo DS          | Alleen uitgebracht in Japan en Europa |
| 2009 | Ys Online: The Call of Solum            | Windows              |                                       |
| 2010 | Ys vs. Sora no Kiseki: Alternative Saga | PlayStation Portable |                                       |

### Remakes
| Jaar | Titel                    | Platform         | Opmerkingen |
| ---- | ------------------------ | ---------------- | ----------- |
| 1989 | Ys I & II                | TurboGrafx-CD    |             |
| 2005 | Ys: The Oath in Felghana | Windows          |             |
| 2012 | Ys: Memories of Celceta  | PlayStation Vita |             |